# Dome-Nunatak
Der Dome-Nunatak ist ein 990 m hoher Nunatak im ostantarktischen Viktorialand. Er ragt 6 km nordwestlich des Mount Suess inmitten des Mackay-Gletschers auf.
Teilnehmer der Terra-Nova-Expedition (1910–1913) unter der Leitung des britischen Polarforschers Robert Falcon Scott kartierten ihn und gaben ihm seinen deskriptiven Namen.